# 美露莘·馮·德·舒倫堡

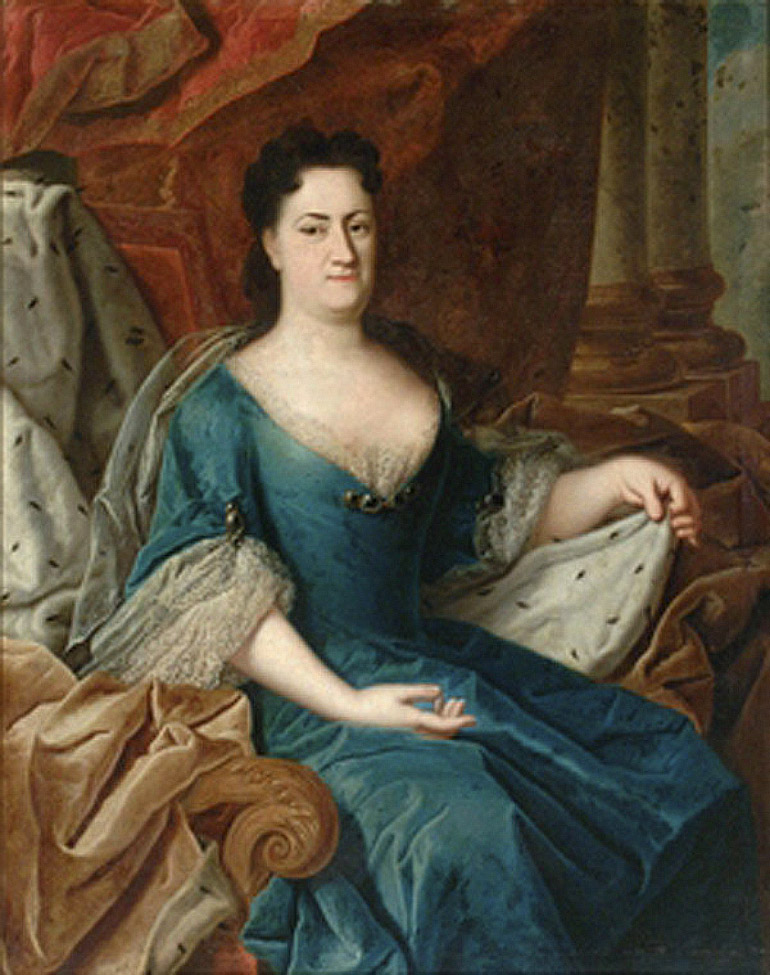
英王長期情婦──肯德爾女公爵艾倫嘉德

艾倫嘉德·美露莘·馮·德·舒倫堡（Ehrengard Melusine von der Schulenburg，1667年12月25日—1743年5月10日），生於德國，獲封肯德爾女公爵及芒斯特女公爵，是英國國王喬治一世的王室情婦。

## 生平
當艾倫嘉德成為漢諾威選帝侯夫人索菲亞的榮譽女僕（Maid of honour，宮廷女官中最初級）時，她也成為選帝侯喬治·路德維希的情婦（最晚約從1686年開始），兩人關係維持了40餘年，一直到1727年喬治過世為止。
喬治·路德維希於1714年成為英國國王喬治一世。艾倫嘉德和他一起搬到了英格蘭，並於1716年7月18日獲封為愛爾蘭貴族的芒斯特女公爵頭銜。1719年3月19日，她進一步獲封了肯德爾女公爵。1723年，神聖羅馬帝國的查理六世冊封她為伊伯斯坦公主（Princess of Eberstein）。

## 逝世
1727年喬治一世過世後，肯德爾女公爵遠離了政治中心，她於1743年5月10日去世，終生未婚（除非喬治一世與她秘密結婚的傳言是事實）。